# Нельсон, Джон Уилтон
Джон Уилтон Нельсон (англ. John Wilton Nelson; 6 декабря 1941, Сан-Хосе, Коста-Рика — 31 марта 2025, Чикаго, Иллинойс) — американский дирижёр.

## Биография
Окончил Уитонский колледж в Иллинойсе, а затем Джульярдскую школу, класс дирижирования Жана Мореля. В 1972 году дебютировал на нью-йоркской оперной сцене, в 1974 году заменил заболевшего Рафаэля Кубелика за пультом Метрополитен-опера в опере Гектора Берлиоза «Троянцы»; это выступление принесло Нельсону первую известность и приглашения в Европу, где он в скором времени дирижировал «Троянцами» же в Женеве и другой берлиозовской оперой «Беатриса и Бенедикт» — на Берлиозовском фестивале в Лионе.
В 1976—1987 годах возглавлял Индианаполисский симфонический оркестр, записав с ним, в частности, альбом произведений Чарлза Мартина Лефлера. В 1985—1991 годах — один из руководителей летнего оперного фестиваля в Сент-Луисе, в 1983—1990 годах — музыкальный руководитель Карамурского фестиваля в городке Бедфорд недалеко от Нью-Йорка. В 1994 году осуществлённая под руководством Нельсона запись оперы Георга Фридриха Генделя «Семела» была удостоена премии «Грэмми» как лучшая оперная запись года.
В 1998—2009 годах возглавлял Оркестровый ансамбль Парижа; в 2004 году оркестр под его управлением был удостоен французской премии «Виктуар де ля мюзик» как лучший инструментальный ансамбль года. После отставки Нельсон был объявлен почётным дирижёром оркестра.
Скончался 31 марта 2025 года в Чикаго, штат Иллинойс.